# Belzgasse 10 (Braunfels)

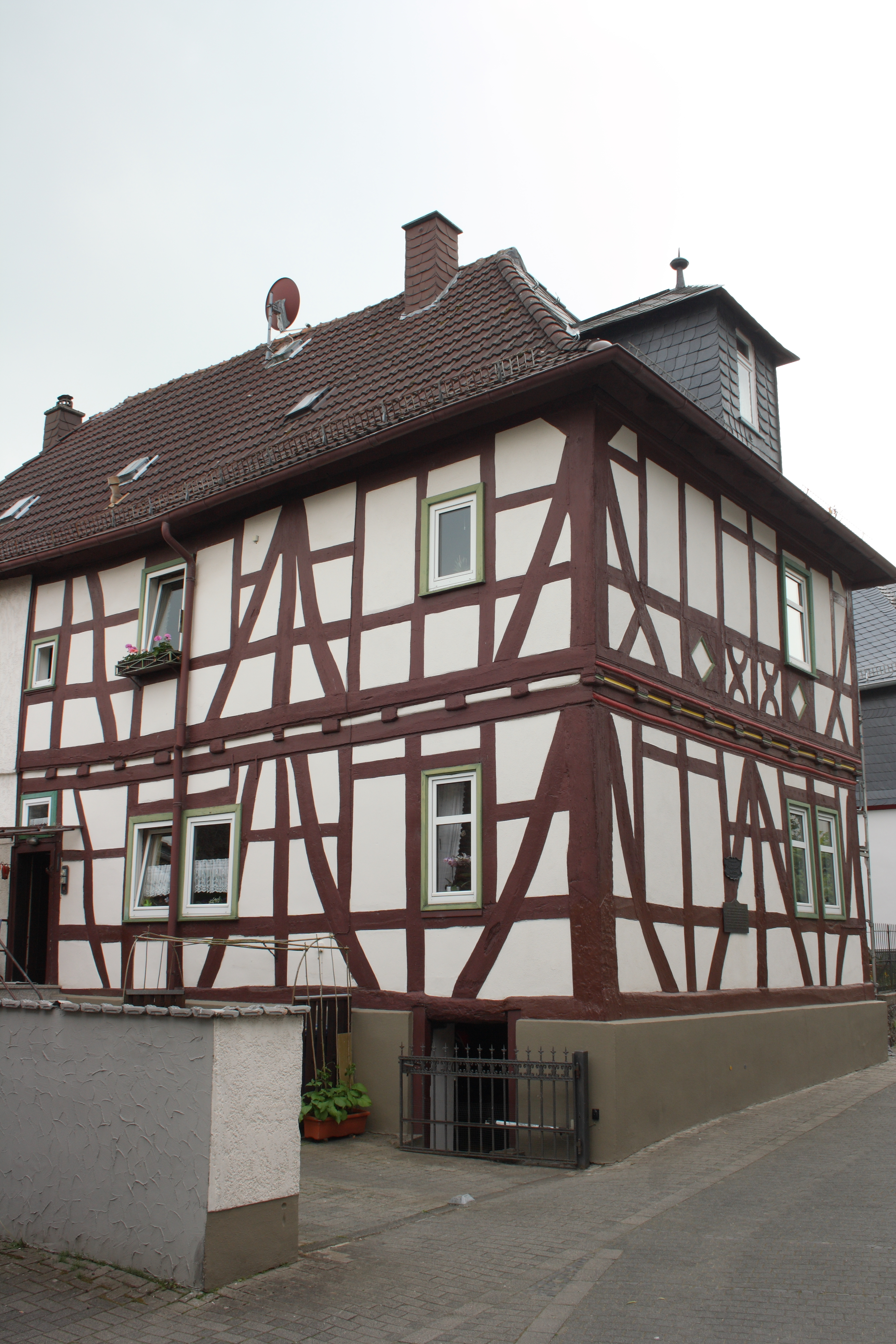
Belzgasse 10 in Braunfels

Das Gebäude Belzgasse 10 in Braunfels, einer Stadt im Lahn-Dill-Kreis in Hessen, wurde im 17. Jahrhundert errichtet. Das Fachwerkhaus ist ein geschütztes Baudenkmal.

## Beschreibung
Der älteste Teil des winkelförmigen Anwesens ist auf der Wehrmauer des Tales errichtet worden. Seine Schmuckformen bestehen aus halbe Mann-Figuren mit geschnitzten Kopfwinkeln. Auf dem Satteldach sitzt ein Zwerchhaus. 
Der zur Straße stehende Teil wurde laut Inschrift 1686 durch Amalie Zaunschliffer und ihre Söhne erbaut. Das Fachwerk zeichnet sich durch einfache Streben im Erdgeschoss, Mann-Figuren und Andreaskreuze im Obergeschoss und reich verzierte Brüstungsfelder aus.  Ein steiles Walmdach bedeckt das Haus. 
Eine Gedenktafel erinnert daran, dass in diesem Haus 1792 der Pastor Friedrich Ludwig Mallet geboren wurde.